# 刘靖基
刘靖基（1902年9月15日—1997年2月15日），男，江苏常州人，中国共产黨、中华人民共和国政治人物，原副国级领导人。

## 生平
早年担任上海裕靖棉织厂任经理、常州大成纱厂经理。1938年，任安达纱厂董事总经理。1942年，任上海棉纺同业公会收花处总经理。1950年，担任上海棉纺工业公司经理。1954年，当选第一届全国人民代表大会代表。1984年，担任全国政协副主席。